# Pseudoplatystoma tigrinum
Pseudoplatystoma tigrinum är en fiskart som först beskrevs av Valenciennes, 1840.  Pseudoplatystoma tigrinum ingår i släktet Pseudoplatystoma och familjen Pimelodidae. Inga underarter finns listade i Catalogue of Life.